# Капелла Сассетти
Капелла Сассетти — семейная капелла рода Сассетти в церкви Санта-Тринита во Флоренции, расписанная Доменико Гирландайо в 1482—1485.

## История
Её заказчик Франческо Сассетти был клиентом Медичи и одним из основателей их банка.
Изначально капелла была посвящена св. Франциску, но после того как в 1478 году её приобрёл Сассетти, получила второе посвящение Рождеству, отсюда два главных иконографических сюжета её росписи. За образец Гирландайо взял цикл фресок на сюжет жития Франциска в Капелле Барди церкви Санта-Кроче, но истолковал его по-своему.

## Росписи
| Наружная стена | |  |
| -------------- | --- |  |
|                | В люнете над входной аркой с майоликовым гербом Сассетти изображено видение императора Августа на Капитолийском холме и Тибуртинская сивилла, которая истолковала это видение как знак пришествия нового бога, то есть Христа. |  |
|                | Рядом гризайлью написана статуя Давида на столбе с коринфской капителью. На его щите герб написан Сассетти, а камень в праще — намек на фамилию (удар камнем — «sassata»).                                                     |  |

|  | Восточная стена | |
|  | --- | --- |
|  | Сивилла | |
|  | Утверждение устава францисканского ордена папой Гонорием III                                                            | У правого края изображен Лоренцо Медичи, Антонио Пуччи и Франческо Сассетти с 12-летним сыном Федерико. Напротив — трое старших сыновей заказчика. По ступеням в нижней части картины поднимается Анджело Полициано с сыновьями Лоренцо Медичи, которых он воспитывал, Маттео Франко и Луиджи Пульчи. |
|  | Воскрешение сына римского нотариуса                                                                                     | Это чудо св. Франциска, совершенное им посмертно. Первоначально здесь задумывался другой сюжет — «Явление Франциска своим собратьям», более торжественный. Смена темы предположительно связана с фактом из истории семьи Сассетти: в 1479 умер старший сын заказчика, 19-летний юноша, а в мае того же года у пожилых супругов неожиданно родился ещё один сын, которого они назвали тем же именем. Хотя чудо случилось в Риме, на фреске изображена Флоренция, у самого края сцены портал с закрытыми створками — это дом Сассетти. |
|  | Портреты донаторов: Неры Корси и Франческо Сассетти, в центре — алтарная картина кисти Гирландайо «Поклонение пастухов» | |

|  | Южная (правая) стена                                                                     |                                                                          |
|  | ---------------------------------------------------------------------------------------- | ------------------------------------------------------------------------ |
|  | Сивилла                                                                                  |                                                                          |
|  | Испытание св. Франциска огнём перед султаном                                             |                                                                          |
|  | Похороны св. Франциска.                                                                  | Включен портрет Анджело Полициано.                                       |
|  | Ниша с саркофагом (работа Джулиано да Сангалло), в полях арки росписи гризайлью (воины). | Саркофаги из чёрного порфира были предназначены для донатора и его жены. |

|  | Северная (левая) стена                                                                    |  |
|  | ----------------------------------------------------------------------------------------- |  |
|  | Сивилла                                                                                   |  |
|  | Отречение св. Франциска от отчего дома и имущества                                        |  |
|  | Стигматизация св. Франциска                                                               |  |
|  | Ниша с саркофагом (работа Джулиано да Сангалло), в полях арки росписи гризайлью (солдаты) |  |